# Plastic Love
«Plastic Love» (яп. プラスティック・ラブ пурасутикку рабу) — песня японской певицы Марии Такэути, вторая композиция с её студийного альбома Variety, выпущенного 25 апреля 1984 года. В 1985 году была издана в качестве сингла.
Сингл стал олицетворять стиль сити-поп, между тем имел средний успех: продажи составили 10 000 копий. В 2017 году песня обрела популярность по всему миру, когда на YouTube появился её 8-минутный ремикс и быстро набрал более 24 миллионов просмотров, прежде чем был удалён из-за нарушения авторских прав на обложку. В 2019 году ролик был восстановлен, число просмотров превысило 68 миллионов.

## История создания
«Plastic Love» написана Марией Такэути, продюсером выступил муж певицы — Тацуро Ямасита. В интервью газете The Japan Times Такэути поделилась следующим: «Я хотела написать что-то танцевальное, что-то звучащее как сити-поп… В песне рассказывается история женщины, которая потеряла мужчину, которого она по-настоящему любит». Ямасита для записи песни также играл на гитаре, Ясухару Наканиси — на электрическом пианино, Коки Ито — на бас-гитаре, Дзюн Аояма — на барабанах.

## Популярность
5 июня 2017 года на YouTube пользователь под именем Plastic Lover загрузил 8-минутный ремикс «Plastic Love». Видео изображало обрезанную версию обложки более раннего сингла Такэути «Sweetest Music», созданной лос-анджелесским фотографом Аланом Левенсоном. Одновременно с повышенным интересом к жанру вейпорвейв и благодаря алгоритму рекомендаций YouTube ремикс быстро распространялся по видеохостингу. Росту популярности способствовали интернет-мемы, обсуждения на Reddit и фан-арты обложки «Sweetest Music» на таких платформах, как DeviantArt. Видео успело набрать 24 миллиона просмотров, перед тем как было удалено на основании нарушения авторского права Левенсона. В 2019 году оно было восстановлено, причём имя Левенсона стало указываться в описании.
Обозреватель Vice Райан Бэссил отметил, что песня представляет собой «редкую мелодию, которая не нуждается в словах, чтобы умело описать конкретное, определённое ощущение — страсти, горя, любви, страха, приключения, оказавшихся в бурлящем разгаре городской ночи». Также он назвал её «лучшей поп-песней в мире» .
16 мая 2019 года на YouTube было выпущено музыкальное видео, продюсером которого выступил Кётаро Хаяси. Кроме того, существуют многочисленные кавер-версии «Plastic Love», например авторства Tofubeats и Friday Night Plans.

## 12-дюймовый сингл
25 марта 1985 года вышел 12-дюймовый сингл, который включал две версии песни. Он стал двенадцатым синглом в карьере Такэути.

### Список композиций
1. «Plastic Love» (Extended Club Mix) — 9:15
2. «Plastic Love» (New Re-Mix) — 4:51[14]

### Чарты
| Чарт (1985)           | Высшая позиция |
| --------------------- | -------------- |
| Недельный чарт Oricon | 86             |